# Chaitanya Mahaprabhu
Chaitanya Mahaprabhu ou Caitanya Mahaprabhu, (em Bengali চৈতন্য মহাপ্রভূ ) (Nabadwip, 1486 - Puri, 1534), nasceu na região da Bengala (Índia) em 18 de fevereiro de 1486, em Mayapur quando houve um eclipse lunar, evento que inspirou gritos de “Haribol!” no Bhagirathi. 
Seu nome de nascimento era Vishvambara Mishra, e ele ficou conhecido posteriormente como Nimai Pandita e, mais tarde, após aceitar a ordem de vida renunciante (sannyāsa) em 1510, recebeu o nome de Chaitanya por seu mestre sannyāsa Kesava Bharati. O título "Mahaprabhu", que significa "Grande Senhor", passou a ser utilizado por seus seguidores como expressão de reverência, especialmente após a consolidação de sua imagem como manifestação divina.
O nome “Chaitanya” deriva do sânscrito caitanya, que significa “consciência”, “espírito vivo” ou “energia da alma”. Dentro do contexto filosófico do Vedānta, esse termo remete à consciência pura (cit), um dos três aspectos fundamentais da realidade última (sat–cit–ānanda).
Seu local de nascimento foi a simples aldeia de Nabadwipa, também conhecida como Mayapura, em Bengala Ocidental.
Conhecido também como Gauranga ou Gaura, devido ao seu tom de pele dourado, e como Nimai, pois nasceu sob uma árvore Neem.
É aceito como o propagador do mantra Hare Krishna como meio de elevação espiritual na linha de pensamento Vedanta de Acintya-Bheda-Abheda. Seus seguidores ou devotos são denominados “Gaudiya Vaishnavas” e o reverenciam como a encarnação (avatar) da Suprema Personalidade de Deus Sri Krishna para a era de Kali Yuga, a era das desavenças.
A aparição de Caitanya (o nome também é escrito desta maneira sem a letra 'h') é considerada a encarnação do Avatar Dourado, a personificação do Devoto Divino, aquele que manifesta a prática da Bhakti-Yoga, o Serviço Devocional ao servo do servo do servo de Deus.
De acordo com o historiador S.C. Mukherjee, Chaitanya Mahaprabhu foi responsável por uma significativa revitalização do culto a Krishna na Bengala durante o século XVI, em um período no qual a religiosidade local se encontrava em declínio. Mukherjee destaca que a população bengali da época estava desiludida com os excessos do ritualismo tântrico e buscava formas de espiritualidade mais emocional e acessível. Nesse contexto, Chaitanya introduziu a prática do sankirtana, o canto coletivo dos santos nomes de Deus, como um método direto de devoção comunitária. O autor descreve Chaitanya como um "messias", capaz de proporcionar alívio emocional e espiritual a uma população ansiosa por experiências religiosas mais intensas.
O Senhor Chaitanya, como é chamado pelos devotos, pregou que como seres espirituais somos unos em qualidade para com Deus, contudo diferentes quanto a quantidade. Isto é chamado acintya-bheda-abheda-tattva, ou seja igualdade e diferença simultâneas e inconcebíveis. Mas como ensinamento fundamental foi a prática do cantar dos Santos Nomes de Deus através do mantra: Hare Krishna Hare Krishna Krishna Krishna Hare Hare Hare Rama Hare Rama Rama Rama Hare Hare; aceito como o único caminho seguro para a elevação espiritual, para a autorrealização verdadeira.

## Reconhecimento como encarnação divina
Os seguidores da tradição Gaudiya Vaishnava consideram Chaitanya Mahaprabhu uma encarnação de Sri Krishna combinada com Srimati Radharani, conhecida como o "Avatar Dourado" (Gauranga Avatara), que teria descido especialmente para propagar o canto dos santos nomes de Deus (sankirtana) como o método mais eficaz de elevação espiritual na era de Kali (Kali-yuga).
Uma das passagens frequentemente citadas em apoio a essa visão é encontrada no Śrīmad-Bhāgavatam (11.5.32), onde se lê:
“Na era de Kali, pessoas inteligentes adorarão a encarnação do Senhor que constantemente canta o nome de Kṛṣṇa. Embora Sua tez não seja enegrecida, Ele é o próprio Kṛṣṇa. Ele será acompanhado por Seus associados, Seus servos, Suas armas e Seus companheiros confidenciais.”
Este versículo é interpretado dentro da tradição como uma predição direta do advento de Chaitanya, cuja tez dourada (em contraste com a pele escura tradicional de Krishna) é vista como cumprimento dessa profecia. Ele é amplamente adorado por devotos como a Suprema Personalidade de Deus em forma de devoto.

## Perspectivas sobre a fundação da tradição Gaudiya Vaishnava
A origem formal da tradição Gaudiya Vaishnava é interpretada de formas distintas segundo as abordagens acadêmicas e internas à própria tradição religiosa.

### Perspectiva acadêmica-histórica
De acordo com o pesquisador brasileiro V. H. Adami, a consolidação da tradição Gaudiya Vaishnava como um movimento teológico-institucional ocorreu somente algumas décadas após a morte de Chaitanya Mahaprabhu, no século XVI. Baseando-se em estudos de autores como S.C. Mukherjee, Sushil Kumar De e Tony Stewart, Adami argumenta que Chaitanya Mahaprabhu não pode ser considerado o fundador formal da tradição, mas sim um líder religioso carismático que revitalizou o culto a Krishna na Bengala através da prática devocional conhecida como sankirtana.
Segundo essa perspectiva, a sistematização teológica, os rituais e a identidade institucional da tradição Gaudiya Vaishnava foram desenvolvidos pelos Seis Goswamis de Vrindavana, discípulos diretos de Chaitanya Mahaprabhu, responsáveis por estruturar os textos fundamentais e estabelecer os parâmetros da prática devocional que viriam a definir a tradição.

## Legado histórico e interpretação acadêmica
Chaitanya Mahaprabhu representou um ponto de inflexão dentro da tradição vaishnava ao reinterpretar categorias filosóficas e devocionais em um momento histórico de tensões religiosas e sociais no nordeste da Índia. Segundo Tony K. Stewart, o movimento de Chaitanya combinou elementos de devoção radical (bhakti) com inovações teológicas, enfatizando a união mística com o divino através da encarnação do próprio Krishna na forma de um devoto. Ao invés de apenas pregar a devoção a Deus, Chaitanya “atuava como o próprio devoto ideal”, instaurando uma nova forma de autoridade espiritual baseada na experiência direta da emoção religiosa (bhava) e no êxtase coletivo do sankirtana.
Além do impacto teológico, o movimento liderado por Chaitanya teve também consequências sociais significativas. Estudos históricos apontam que seu círculo incluía membros de castas inferiores e até muçulmanos convertidos, algo pouco comum entre movimentos bramânicos da época. O antropólogo Richard Burghart observa que, ao dissolver momentaneamente as barreiras de casta durante o canto congregacional (sankirtana), o movimento de Chaitanya oferecia um espaço ritual alternativo à ordem social ortodoxa da Índia medieval.
A principal fonte hagiográfica sobre sua vida e ensinamentos é o Caitanya Caritāmṛta, composto por Krishnadasa Kaviraja no século XVII. A obra é central não apenas como biografia espiritual, mas como instrumento doutrinário. Edward C. Dimock Jr. explica que o texto confere a Chaitanya uma dupla identidade: simultaneamente o devoto e a divindade, Krishna e Rādhā em uma só forma, o que permite uma fusão inédita entre o ideal devocional e a ontologia teísta.
Estudiosos como Joseph T. O'Connell destacam o papel de Chaitanya na formação de uma tradição transregional. Ao delegar discípulos como Rupa e Sanatana Goswami para sistematizar a doutrina em Vrindavana, Chaitanya permitiu a consolidação de uma escola devocional que unia práticas populares a uma erudição refinada. Os Goswamis codificaram os princípios do Acintya-Bheda-Abheda, a filosofia da unidade e diferença simultâneas, base do Gaudiya Vaishnavismo.

### Perspectiva interna e hagiográfica
Por outro lado, dentro da própria tradição Gaudiya Vaishnava, especialmente entre os membros da Sociedade Internacional para a Consciência de Krishna (ISKCON) e outras linhas devocionais, é comum a crença de que Chaitanya Mahaprabhu é o fundador formal da tradição. Nessa visão, fundamentada em uma leitura hagiográfica, Chaitanya é compreendido como uma manifestação divina, sendo considerado a encarnação combinada de Radha e Krishna.
A principal fonte para essa perspectiva é o texto Chaitanya Charitamrita, escrito por Krishna Dasa Kaviraja, no qual a identidade divina de Chaitanya é consolidada e descrita de forma sistemática. Esse texto tornou-se uma das principais referências teológicas da tradição Gaudiya Vaishnava, estabelecendo Chaitanya como o centro da devoção e o iniciador da sampradaya.

## Peregrinações e encontros teológicos
Em 1510, após ordenar-se sannyāsa, mudou-se para Puri, onde foi acolhido por Sarvabhauma Bhattacharya — um renomado erudito Advaita — que mais tarde se converteu ao Vaishnavismo sob sua influência, segundo o “Chaitanya Bhagavata” e o “Caitanya Caritāmṛta”.

Realizou peregrinações a regiões como Gaya (onde conheceu seu guru, Iśvara Puri) e o sul da Índia, incluindo Vrindavana e Simhachalam. Segundo textos como o Caitanya‑Charitamrta, Chaitanya ao realizar essas peregrinações ao sul, esteve no santuário de Narasimha, e mais tarde no norte conduziu o famoso parikrama pelo bosque sagrado em Vrindavana.